# 波斯特市 (明尼蘇達州)
波斯特市（英語：Post Town）是位於美國明尼蘇達州奧姆斯特德縣卡爾馬鎮區的一個非建制地區。

## 地理
波斯特市所處的海拔為高於海平面315米（即1033英呎），而該地所採用的時區為UTC-6，即北美中部時區（CST）。同時該地設有夏令時間，為UTC-6調快一小時，即UTC-5（CDT）。